# Kung Fu Panda: Legends of Awesomeness
Kung Fu Panda: Legends of Awesomeness (Nederlandse titel Kung Fu Panda: Verhalen vol superheid) is een Amerikaanse computer-geanimeerde televisieserie die geproduceerd werd door DreamWorks Animation en gebaseerd is op de computeranimatiefilms Kung Fu Panda en Kung Fu Panda 2. De serie werd uitgezonden door Nickelodeon (2011–2014) en Nicktoons (2016).
In de Verenigde Staten werd voor de start van de serie eerst twee speciale previews uitgezonden op 19 september en 21 oktober 2011. De officiële première vond plaats op 7 november 2011 en duurde in totaal drie seizoenen lang. In de serie spraken alleen Lucy Liu en James Hong de stemmen in van de originele cast uit de speelfilms als Viper en Mr. Ping, met uitzondering van acteur Randall Duk Kim die ook nog een kleine bijdrage leverde met twee afleveringen van Oogway. Overige stemmen werden voorzien van nieuwe stemacteurs.

## Verhaal
Po is een reuzenpanda die fan is van de Chinese vechtkunst. Zijn droom is aan te sluiten bij de vurige vijf om een succesvolle drakenkrijger te worden. Ze beschermen de Vallei van de Vrede tegen de schurken van verschillende soorten. Po die regelmatig veel fouten maakt leert de geschiedenis van de Kungfu.

## Stemverdeling
| Acteur          | Personage | Opmerkingen   |
| --------------- | --------- | ------------- |
| Mick Wingert    | Po        | Reuzenpanda   |
| Fred Tatasciore | Shifu     | Kleine panda  |
| Kari Wahlgren   | Tigress   | Tijger        |
| Max Koch        | Mantis    | Bidsprinkhaan |
| James Sie       | Monkey    | Aap           |
| Amir Talai      | Crane     | Kraanvogel    |
| Lucy Liu        | Viper     | Adder         |
| James Hong      | Mr. Ping  | Gans          |

## Afleveringen
| Seizoen | Seizoen | Afleveringen | Afleveringen | Originele uitzenddatum | Originele uitzenddatum | Netwerk     | Netwerk |
| Seizoen | Seizoen | Afleveringen | Afleveringen | Eerste uitgezonden     | Laatste uitgezonden    | Netwerk     | Netwerk |
| ------- | ------- | ------------ | ------------ | ---------------------- | ---------------------- | ----------- | ------- |
| 1       | 1       | 26           | 26           | 19 september 2011      | 5 april 2012           | Nickelodeon |         |
| 2       | 2       | 26           | 26           | 6 april 2012           | 21 juni 2013           | Nickelodeon |         |
| 3       | 3       | 28           | 18           | 24 juni 2013           | 22 juni 2014           | Nickelodeon |         |
| 3       | 3       | 28           | 10           | 15 februari 2016       | 29 juni 2016           | Nicktoons   |         |

## Prijzen
- 2012: vier Emmy Awards
- 2013: drie Emmy Awards, één Annie Award
- 2014: twee Emmy Awards
- 2015: twee Emmy Awards